# Naina
Naina è un film horror indiano diretto da Shripal Morakhia, remake del film The Eye (2002) con Angelica Lee. Il film vede la partecipazione di Urmila Matondkar e Shweta Konnur.

## Trama
Naina è una giovane ragazza indiana
che, durante un viaggio a Londra con la
famiglia, ha perso la vista all'età di
cinque anni. Dopo vent'anni dal
terribile fatto, però, Naina ha la
possibilità di rivedere il mondo grazie
ad un trapianto di cornee.